# فوترة إلكترونية
الفوترة الإلكترونية أو تقديم ودفعة الفاتورة الإلكترونية تتم عندما يرسل البائع - سواءً كان شركة، أو مؤسسة، أو مجموعة - فواتير أو إيصالات عبر الإنترنت ثم يدفع العميل المستحق إلكترونيًا، وتحل هذه الطريقة عوضًا عن الطريقة التقليدية حيث كانت تُرسل الفواتير الورقية ثم يتم الدفع عن طريق الوسائل اليدوية مثل إرسال الشيكات.
يعد الاستعراض السريع للفواتير وتقليل التكاليف المترتبة على تسليم الوثائق الورقية من ضمن المميزات العديدة للفوترة الإلكترونية، ويجب أن يتوفر للبائع والعميل نظم حاسوبية تقبل الفوترة الإلكترونية مع إمكانية الوصول إلى المؤسسات المالية التي قد تستخدم عمليات الدفع الإلكترونية حتى يحصل الانتفاع التام.

## التاريخ
بدأ تطوير الفوترة والمدفوعات الإلكترونيتين في أواخر القرن العشرين جنبًا إلى جنب مع تطوير الخدمات المصرفية على الإنترنت، وإدخال برمجيات المحاسبة، وانتشار استعمال البريد الإلكتروني.
وينسب الفضل إلى مجلس الفوترة والمدفوعات الإلكترونيتين التابع للرابطة الوطنية لغرفة المقاصّة الآلية (NACHA) في الولايات المتحدة في النهوض بمختلف أشكال الفوترة الإلكترونية والتعريف بها في أوائل عقد الألفية الثانية، حيث روجت الرابطة الوطنية لنشاطات ومبادرات سهلت اعتماد المدفوعات الإلكترونية في مجالات التجارة عبر الإنترنت، وتقديم ودفعة الفاتورة الإلكترونية، وتبادل البيانات الإلكترونية المالية (EDI)، والمدفوعات الدولية، والشيكات الإلكترونية، وتحويل الإعانات إلكترونيًا (EBT)، وإقراض الطلاب، كما توفر بعض تطبيقات الفوترة الإلكترونية القدرة على سداد أثمان السلع أو الخدمات إلكترونيًا.

## أنواع الفوترة الإلكترونية
•	مباشَرة (من المفوتِر إلى الزبون): الطريقة التي يدفع خلالها المستهلك مباشرةً لمحرر فواتير واحد ليقوم بإصدار فاتورة تُستقبل على الموقع الإلكتروني التابع للمنشأة المُصدِرة للفاتورة، ومن أمثلة ذلك توفير شركة مرافق عامة خدمة الدفع هذه لمستهلكيها. نشأ هذا السوق لمقدميّ الفوترة الخارجيين المتخصصين في عمليات الفوترة الإلكترونية والتقنيات للشركات التي تحتاج إلى إرسال الفواتير إلى العملاء مباشرةً.
•	عن طريق وحدة تجميع: الطريقة التي يتم فيها الدفع عبر مُجمِّع ويكون عادة الموقع الإلكتروني للمصرف الذي يتعامل معه المستهلك، ويسمح هذا النوع بأن يدفع المستهلك لمختلف المفوترين الذين سبق لهم التسجيل لاستلام مستحقاتهم، وأحد أمثلة ذلك هو موقع (OneVu) في المملكة المتحدة أو (eBills) في سويسرا.

## مميزات تطبيق الفاتورة الالكترونية
بتطبيق نظام الفاتورة الإلكترونية تتحق العديد من المزايا للشركات والتي من أهمها
1- زيادة المبيعات وجذب أكبر عدد من العملاء الجدد مع الحفاظ على العملاء الحاليين وذلك لأن العالم يتجه حاليا للتجارة الإلكترونية وبخاصة بعد جائحة كورونا مما يجعل إتمام عمليات البيع والشراء تتم الكترونيا عبر الإنترنت التسويق والبيع والسداد كل ذلك يتم عبر منصة الفاتورة الإلكترونية بشكل لحظي ودون أي إجراءات روتينية؛ مما يدفع المزيد من العملاء على شراء كافة احتياجاتهم من الشركات التي تطبق نظام الفاتورة الإلكترونية بدلا من تلك التي لا تزال تعمل بنظام الفاتورة الورقية؛ كما يحافظ نظام الفاتورة الإلكترونية على العملاء الحاليين بتلبية رغباتهم للشراء والسداد الإلكتروني؛ بما يزيد من الحصة السوقية للشركات ويميزها عن المنافسين.
٢- تقريب المسافات وتقليل الوقت والمجهود؛ عندما تأخذ قرار الشراء فإنك في الغالب تبحث عن الشركات القريبة منك وذلك لأن بعد المسافات غالبا ما يكون عائق في الحصول على الفاتورة الورقية وقد يستغرق الأمر أيام بل وشرفع المقالات المترجمة هور للحصول على الفاتورة الورقية ولكن من خلال نظام الفاتورة الإلكترونية يمكنك الحصول على فاتورة معتمدة وموثقة إلكترونيا من الشركة البائعة بما يزيد من حجم الاستثمار والتجارة بين الشركات والأفراد وبين الشركات وبعضها البعض.
٣- تقليل تكاليف المصروفات الإدارية؛ فما يتطلبه إصدار الفواتير الورقية من اوراق واحبار وادوات مكتبية وماكينات طباعة واختام وغيرها يمكن توفيره من خلال الاعتماد على الفاتورة الإلكترونية كما يمكن توفير الوقت المفقود في كتابة وادخال الفواتير الورقية فما يوفره نظام الفاتورة الإلكترونية من إدخال ألي بيانات الأصناف يجعل إدخال عدد لا نهائي من أصناف الفاتورة الإلكترونية يتم بشكل لحظي.
٤- سرعة التحصيل وزيادة السيولة؛ وذلك لأن نظام الفاتورة الإلكترونية يعتمد بالأساس علي ربط الفاتورة بالعميل فبمجرد إنشاء الفاتورة الإلكترونية يرسل النظام إشعار للعميل بقيمة الفاتورة ميعاد الاستحقاق بما يجعل العميل دائما يتذكر موعد السداد؛ كما يسهل على العميل عملية السداد بربط الفاتورة الإلكترونية بأساليب السداد الإلكترونية الحديثة بما يساعد على تحصيل قيمة الفاتورة باسرع وقت ممكن ويقلل من الديون المعدومة ومن ثم يزيد من السيولة والربحية للشركات؛ كما يقلل من الوقت والمجهود المستغرق في عملية التحصيل.
- هذا بالإضافة إلى العديد من المزايا التي تتحقق للشركات بتطبيقها نظام الفاتورة الالكترونية، ولكن هناك عدة شروط لابد من تحققها قبل تطبيق نظام الفاتورة الالكترونية.

## تطبيق الفاتورة الالكترونية ضريبياً
تسعى مصلحة الضرائب المصرية لتطبيق نظام الفاتورة الالكترونية ليكون ألزامياً على كافة الشركات المصرية تطبيقه بحلول الأول من يوليو 2021 ولقد بدء مصلحة الضرائب المصرية بالتطبيق الجزء لمنظومة الفاتورة الالكترونية على كبار الممولين، وذلك لما تراه من مميزات في تطبيق الفاتورة الإلكترونية تقضي على الاقتصاد الموازى ويقلل من فرص التهرب الضريبى كما يزيد من سرعة وسهولة إدخال الإقرارات الضريبية وسهولة الفحص الضريبي، وتطبيق نظام الفاتورة الالكترونية ضريبياً يتطلب ذلك عدة مراحل وهى كالتالى:
1- تقوم الشركة التي ترغب بتطبيق منظومة الفاتورة الالكترونية ضريبياً بإرسال ايميل لمصلحة الضرائب تطلب فية التسجيل في المنظومة، وترفق معه أوراق الشركة وتقوم مصلحة الضرائب بالرد على الايميل لتحديد موعد للمقابلة ثم تذهب لمامورية الضرائب بأصول الاوراق فتقوم المصلحة بأنشاء ملف رقمى للشركة على منظومة الفاتورة الالكترونية.
2- يتم تكويد كافة الاصناف من سلع أو خدمات ثم يتم ارسالهم لمصلحة الضرائب على ملف أكسيل يتم تصديرة من البرنامج المحاسبى ليتم اضافتهم لحساب الشركة على منظومة الفاتورة الالكترونية.
3- تقوم الشركة بإنشاء توقيع الكترونى لها من خلال شركات التوقيع الالكترونى العاملة في السوق المصرى.
4- يتم عمل توافق بين برنامج حسابات الموجود بالشركة ومنظومة الفاتورة الالكترونية من أجل إرسال بيانات الفاتورة الالكترونية أليا بالربط بين البرنامج المحاسبى والمنظومة فيقوم البرنامج المحاسبى بأرسال كافة بيانات الفواتير والعملاء والأصناف والسداد لمنظومة الضرائب كما يتم ربط البرنامج المحاسبى بايميلات العملاء ليقوم بارسال اشعارات الفواتير واشعارات الخصم ومواعيد الاستحقاق وكذلك حسابات التحصيل التي يسدد العملاء من خلالها كما يقوم البرنامج بتحديث ارصدة العملاء بناء على عمليات السداد الالكترونى، وكذلك يقوم البرنامج المحاسبى بملئ كافة بيانات الإقرارات الضريبة أليا من خلال نظام الفاتورة الالكترونية.

## قرارات الإلزام بمنظومة الفاتورة الالكترونية
```
رئيس مصلحة الضرائب المصرية:
```

إلزام المجموعة الثانية من الشركات المُسجلة بمأموريتى الاستثمار والمساهمة بالقاهرة بالإنضمام لمنظومة الفاتورة الإلكترونية إعتبارًا من ١٥ فبراير ٢٠٢٢.
```
أصدرت مصلحة الضرائب المصرية قرارًا رقم (٦١٩)لسنة ٢٠٢١ بإلزام المجموعة الثانية من الشركات المُسجلة في مأموريتى الاستثمار والمساهمة بالقاهرة، وذلك وفقًا لبيان مرفق لهذه المجموعة من الشركات بإصدار فواتير ضريبية إلكترونية عما تبيعه من سلع أو تؤديه من خدمات، وذلك إعتباراً من ١٥ فبراير ٢٠٢٢.
```

وأوضح «رئيس المصلحة» أنه قد سبق هذا القرار صدور قرار رقم (٤٤٣) لسنة ٢٠٢١ بإلزام المجموعة الأولى من الشركات المُسجلة في مأموريتى الاستثمار والمساهمة بالقاهرة، وفقًا لبيان مرفق لهذه المجموعة من الشركات بإجمالى عدد (٣٧٣٨) بإصدار فواتير ضريبية إلكترونية عما تبيعه من سلع أو تؤديه من خدمات، وذلك إعتباراً من ١٥ ديسمبر ٢٠٢١.
وأشار «عبد القادر» أن صدور هذه القرارات الخاصة بالالتزام بالانضمام لمنظومة الفاتورة الإلكترونية يأتى تنفيذًا لقرار وزير المالية رقم (١٨٨) لسنة ٢٠٢٠ بشأن إلزام المسجلين بإصدار فواتير ضريبية إلكترونية تتضمن التوقيع الإلكتروني لمُصدرها، والكود الموحد الخاص بالسلعة أو الخدمة محل الفاتورة المعتمدة من مصلحة الضرائب المصرية، وكذلك توجيهات «وزير المالية» بسرعة التحول الرقمي وتحسين الخدمات المقدمة للممولين والمجتمع الضريبي، حيث تأتى منظومة الفاتورة الإلكترونية كأحد مشروعات التطوير الهامة التي تشهدها المصلحة، والتي تهدف إلى دمج السوق غير الرسمي للمنظومة الرسمية ومحاربة التهرب الضريبي، واستيداء مستحقات الدولة.
```
وأوضح «عبد القادر» أن هناك عدة ضوابط وشروط فنية يجب على هذه الشركات أن تلتزم بها وهى استخراج شهادة التوقيع الإلكترونى، وإستخدام نظام تكويد GS1 أو EGS ، وتنفيذ إجراءات تسجيل الشركة بمنظومة الفاتورة الإلكترونية، وذلك من خلال خاصية التسجيل الذاتى على المنظومة ومتطلباتها، لافتًا إلى أنه يجب توفير البيانات اللازمة لتسجيل مسئول إدارة منظومة الفاتورة الضريبية الإلكترونية بالشركة، وهى الإسم، والصفة، والرقم القومى، ورقم الهاتف، والإيميل الشخصى.
```

```
واستكمل «عبد القادر» الضوابط والشروط الفنية التي يجب على الشركات الإلتزام بها، قائلًا إنه يجب على هذه الشركات تنفيذ الخطوات اللازمة للتكامل مع منظومة الفاتورة الضريبية الإلكترونية بالمصلحة وحالات الإختبار الخاصة بوظائف المنظومة وذلك للشركات التي يتوافر لديها نظام لإصدار الفواتير (ERP SYSTEM)، لافتًا إلى استخدام بوابة منظومة الفاتورة الالكترونية (portal)، وذلك للشركات التي لا يتوافرلديها نظام لإصدار الفواتير (ERP SYSTEM)
وفقا للمعايير التي تحددها مصلحة الضرائب، وكذلك البدء في إصدار الفواتير الكترونياً من خلال بيئة التشغيل الفعلى للمنظومة.
```

```
ولفت «رئيس مصلحة الضرائب المصرية» إلى أنه يجوز لغير الشركات المشار إليها في هذا القرار الانضمام لمنظومة الفاتورة الضريبية الإلكترونية بعد إستيفاء الشروط والضوابط المشار إليها في القرار.
```

```
وأضاف «عبد القادر» أن مصلحة الضرائب تقوم بالرد على كافة الاستفسارات، وتقديم الحلول للمشكلات من خلال الخط الساخن 16395، والخاص بمركز الإتصالات المتكامل التابع للمصلحة.
```

## شكل تطبيق الفاتورة الإلكترونية الضريبية
```
النظام عبارة عن إنشاء نظام مركزي يمكّن السلطات الضريبية من تبادل البيانات على جميع الفواتير بصيغة رقمية دون الاعتماد على الأعمال الورقية لتتبع جميع المعاملات التجارية بين الشركات.
```

```
شكل الفواتير الضريبية الإلكترونية التي تمت معالجتها في الفترة الأخيرة
```

1- التوقيع الإلكتروني	
```
يجب أن يكون التوقيع الإلكتروني صالحًا وصالحًا لضمان حصول مستخدم النظام على التفويض القانوني.
```

2-نظام الكود الموحد	
```
يتم استخدامه لإعداد التقارير التحليلية والإحصائية لمختلف القطاعات في السوق المحلي للمساعدة في دعم اتخاذ القرار بشأن اتجاه السياسات الضريبية الالكترونية.
```

قرارات الإلزام بمنظومة الفاتورة الالكترونية
مراحل تطبيق ربط الفاتورة الالكترونية للشركات والمؤسسات
خطوات التسجيل على منظومة الفاتورة الإلكترونية

## الأطراف المشتركة
يمكن أن يلعب المفوترون، والمصرفيون، والمستفيدون أدوارًا متعددة في العملية الكلية، وحالما تُحدد الأدوار يَسهُل اختيار النوع الأنسب لسياسة العملاء، وقد يطبق المفوترون أكثر من نوع لخدمة العملاء على أفضل وجه، ومع ذلك فإن الخيارات والفرص ستستمر في التوسع بسبب استمرار الصناعة في التغير.
•	مقدم السداد للمفوتِر: وكيل للمفوتر يقبل معلومات التحويل نيابة عن المفوتر.
•	مقدم خدمة المفوتِر: وكيل للمفوتر يقدم الخدمة للمفوتر.
•	وسيط فواتير: مقدم خدمة للمفوتِر يجمع فواتير من عدة مفوترين أو من مقدمي خدمة مفوتر آخرين ويوصلها لتقديمها لمقدم خدمة العملاء.
•	مقدم خدمة العملاء: وكيل للعميل يقدم تواصل مباشر مع العملاء والمؤسسات أو غيرهم لتقديم الفواتير. يسمح مقدم الخدمة بالتسجيل للعملاء، ويتيح التقديم، ويقدم العناية بالعملاء.

## نمو بطيء بسبب النظم السابقة
أبطأت النظم المصرفية الموروثة والقوانين في الدول المتقدمة من تطور الفوترة الإلكترونية، ففي الولايات المتحدة على سبيل المثال عادةً ما تمنع المؤسسات المالية رسميًا استخدام أنظمة دفع الفواتير الإلكترونية الخاصة بالمستهلكين للمدفوعات إلى بعض الوكالات مثل وكالات تحصيل الديون أو المتلقين للمدفوعات التي تأمر بها المحكمة كنفقة الأطفال أو النفقة الزوجية، وعادة ما تُستثنى أي مؤسسة أو أفراد خارج الولايات المتحدة وتُقبل المدفوعات إلى الجهات الحكومية للمنافع العامة كالمياه.
وتنقسم أنظمة دفع الفواتير الإلكترونية إلى فئتين: خدمات «الدفع لأي شخص» وخدمات قائمة المفوترين المقيدة، ففي الفئة الأولى سيسهل المزود عملية الدفع إلى المستفيد بغض النظر عن وجود اتصال إلكتروني مع هذا المستفيد من عدمه، وإذا لم يتمكنوا من تسليم الدفعة إلى المستفيد إلكترونيًا فإنهم سوف يطبعون الشيك الورقي ويرسلونه بالبريد نيابة عن الدافع، كما يمكن لأكبر مقدمي خدمات دفع الفواتير الإلكترونية تسليم حوالي 80٪ من مدفوعاتهم إلكترونيًا، لذلك لا تزال 20٪ من الدفعات التي تيسرها الخدمات الكبيرة «بالدفع لأي شخص» تتم عن طريق إرسال شيك إلكتروني بالبريد إلى المفوتر، وهذا هو السبب الرئيس لمطالبة بعض المفوترين في خدمة الدفع لأي شخص بمهلة تصل إلى 5 أيام حتى تصل المدفوعات إلى المستفيد.
تسمح لك خدمات السداد لقائمة المفوترين المقيدة بالدفع إلى أي مفوتر في شبكة المزود، وستُسَلَّم المدفوعات إلكترونيًا في هذه الخدمات حيث يكون الاتصال إلكتروني بين المزود والمفوتر.

## كيفية تكويد الأصناف للفاتورة الالكترونية[2]
1. إفتح بورتال مصلحة الضرائب المصرية.
2. تسجيل الدخول بالبريد الإلكتروني الخاص بشركتك.
3. إدخل على الأكواد.
4. ستظهر لك الشاشة التالية متاح من خلالها إختيارين وهما التسجيل بالجملة وتسجيل الأصناف باستخدام الكود.
5. متاح إختيارين من نظام GS1 أو نظام EGS.
6. في حالة إختيار نظام GS1 فإن كود الصنف يبدأ ب622 ويتم البحث بكود الصنف وإذا كان متاحاً فسيظهر أمامك قم بإختياره في الحال وسيم إضافته.
7. وفي حالة عدم وجوده فستلجأ إلى إضافة كود لصنفك من خلال نظام EGS.
8. إختار نظام EGS وإضغط على سجل كود جديد في EGS.
9. ستظهر لك صفحة إضافة كود جديد (في حالة تسجيل كود واحد وليس جملة).
10. إملئ البيانات المطلوبة لإضافة الكود.
11. في حالة الربط بالمعيار العالمي GPC إخل على موقع GPC العالمي.
12. ستظهر لك شاشة المتصفح هذه قم بالضغط على Services وإختار GPC Browser.
13. ستظهر لك هذه الصفحة إضغط على gpc-browswe.gs1.org.
14. ستظهر لك شاشة البحث قم بالبحث عن الصنف المراد ربطه وضعه في خانة GPC عنصر مرتبط في شاشة بورتال مصلحة الضرائب المصرية.
15. ثم قم بالضغط على طلب الموافقة وإنتظر موافقة مصلحة الضرائب على طلب تكويد صنفك.
16. عند التسجيل الجماعي للأصناف قم بالضغط على التسجيل بالجملة وستظهر لك هذه الشاشة وقم بتحميل الملف وإتباع الخطوات السابقة.